# Dobrusja
Dobrusja (bulgariska: Добруша) är ett distrikt i Bulgarien.   Det ligger i kommunen Obsjtina Krivodol och regionen Vratsa, i den nordvästra delen av landet, 80 km norr om huvudstaden Sofia.
Trakten runt Dobrusja består till största delen av jordbruksmark. Runt Dobrusja är det ganska glesbefolkat, med 35 invånare per kvadratkilometer.